# Parupeneus seychellensis
Parupeneus seychellensis là một loài cá biển thuộc chi Parupeneus trong họ Cá phèn. Loài này được mô tả lần đầu tiên vào năm 1963.

## Từ nguyên
Từ định danh seychellensis được đặt theo tên gọi của quốc đảo Seychelles, là nơi đã thu thập mẫu định danh của loài cá này (hậu tố ensis trong tiếng Latinh nghĩa là "thuộc về").

## Phân bố và môi trường sống
P. seychellensis hiện chỉ được biết đến duy nhất ở ngoài khơi đảo chính Mahé, Seychelles, được thu thập ở độ sâu từ 12–17 m gần các cụm san hô.

## Mô tả
Chiều dài cơ thể lớn nhất được ghi nhận ở P. seychellensis là 25 cm. Cá có sọc màu nâu vàng giữa thân, ngay phía trên gốc vây ngực, hẹp dần về phía cuối. Sọc trên lưng tạo thành từ đốm đỏ trên mỗi vảy thuộc ba hàng vảy ngang đầu tiên.
Số gai vây lưng: 8; Số tia vây lưng: 9; Số gai vây hậu môn: 1; Số tia vây hậu môn: 7; Số tia vây ngực: 16.

## Phân loại
Từng được xem là đồng danh của Parupeneus heptacantha, P. seychellensis đã được công nhận tính hợp lệ bởi Randall và Heemstra (2009). P. seychellensis có ít lược mang dưới, và vây bụng cũng ngắn hơn so với P. heptacantha. Sọc tạo từ các đốm đỏ trên vảy cũng giúp phân biệt P. seychellensis với P. heptacantha.